# Ibn al-Faqih
Ibn al-Faqih (arabisch ابن الفقيه, DMG Ibn al-Faqīh; fl. 902), dessen vollständiger Name احمد بن محمد ابن الفقيه الهمذانی (Aḥmad ibn Muḥammad ibn al-Faqīh al-Hamaḏānī) lautete, war ein persischer Historiker und Geograph des 10. Jahrhunderts, bekannt für sein in Arabisch geschriebenes Werk Muḫtaṣar Kitāb al-Buldān („Buch der Länder“).
In den 1870er Jahren gab der niederländische Orientalist Michael Jan de Goeje eine Auswahl von Texten der bekanntesten arabischen Geographen in einer acht Bände umfassenden Buchreihe mit dem Titel Bibliotheca geographorum Arabicorum heraus, die im Verlag Brill in Leiden veröffentlicht wurde. Al-Hamadhānī's Muḫtaṣar Kitāb al-Buldān erschien im fünften Band der Buchreihe. Im Jahr 1967 erschien eine zweite Ausgabe der Buchreihe, veröffentlicht von Dar Sadir in Beirut und dem Verlag Brill in Leiden.
In seinem bis heute erhaltenen Werk Muḫtaṣar Kitāb al-Buldān beschreibt Ibn al-Faqih ausführlich seine Geburtsstadt Hamadan und die Länder in Iran, Arabien, Irak, Syrien, Ägypten, Rum, Dschazira, Zentralasien, Nubien und Abessinien. Seine Nachrichten zu Nordafrika, al-Andalus und dem Sudan stellen lediglich kurze Zusammenfassungen dar.

## Werk
- Mukhtasar Kitab al-Buldan. In: Michael Jan de Goeje (Hrsg.): Bibliotheca geographorum Arabicorum. 1870–1894, 5. Band.
- Michael Jan de Goeje (Hrsg.): Compendium libri Kitāb Al-Boldān auctore Ibn al-Fakih al-Hamadhānī. In: Bibliotheca geographorum Arabicorum, 5. Band. Brill. Lugdunum Batavorum (Leiden) 1870, online